# Nihoa gressitti
Nihoa gressitti är en spindelart som beskrevs av Raven 1994. Nihoa gressitti ingår i släktet Nihoa och familjen Barychelidae. Inga underarter finns listade i Catalogue of Life.